# Chaetodon ocellicaudus
Chaetodon ocellicaudus is een  straalvinnige vissensoort uit de familie van koraalvlinders (Chaetodontidae). De wetenschappelijke naam van de soort is voor het eerst geldig gepubliceerd in 1831 door Cuvier.
De soort staat op de Rode Lijst van de IUCN als Onzeker, beoordelingsjaar 2009.